# Gourgançon
Gourgançon ist eine französische Gemeinde mit 146 Einwohnern (Stand: 1. Januar 2022) im Département Marne in der Region Grand Est. Sie gehört zum Kanton Vertus-Plaine Champenoise und zum Arrondissement Épernay. 
Sie ist umgeben von den Nachbargemeinden Euvy im Norden, Connantray-Vaurefroy im Nordosten, Semoine im Osten, Salon im Süden, Faux-Fresnay im Südwesten und Corroy im Westen.

## Bevölkerungsentwicklung
| Jahr                       | 1962 | 1968 | 1975 | 1982 | 1990 | 1999 | 2008 | 2018 |
| -------------------------- | ---- | ---- | ---- | ---- | ---- | ---- | ---- | ---- |
| Einwohner                  | 181  | 179  | 163  | 166  | 152  | 149  | 164  | 146  |
| Quellen: Cassini und INSEE |      |      |      |      |      |      |      |      |

## Sehenswürdigkeiten
- Kirche Saint-Maurice, Monument historique seit 1915

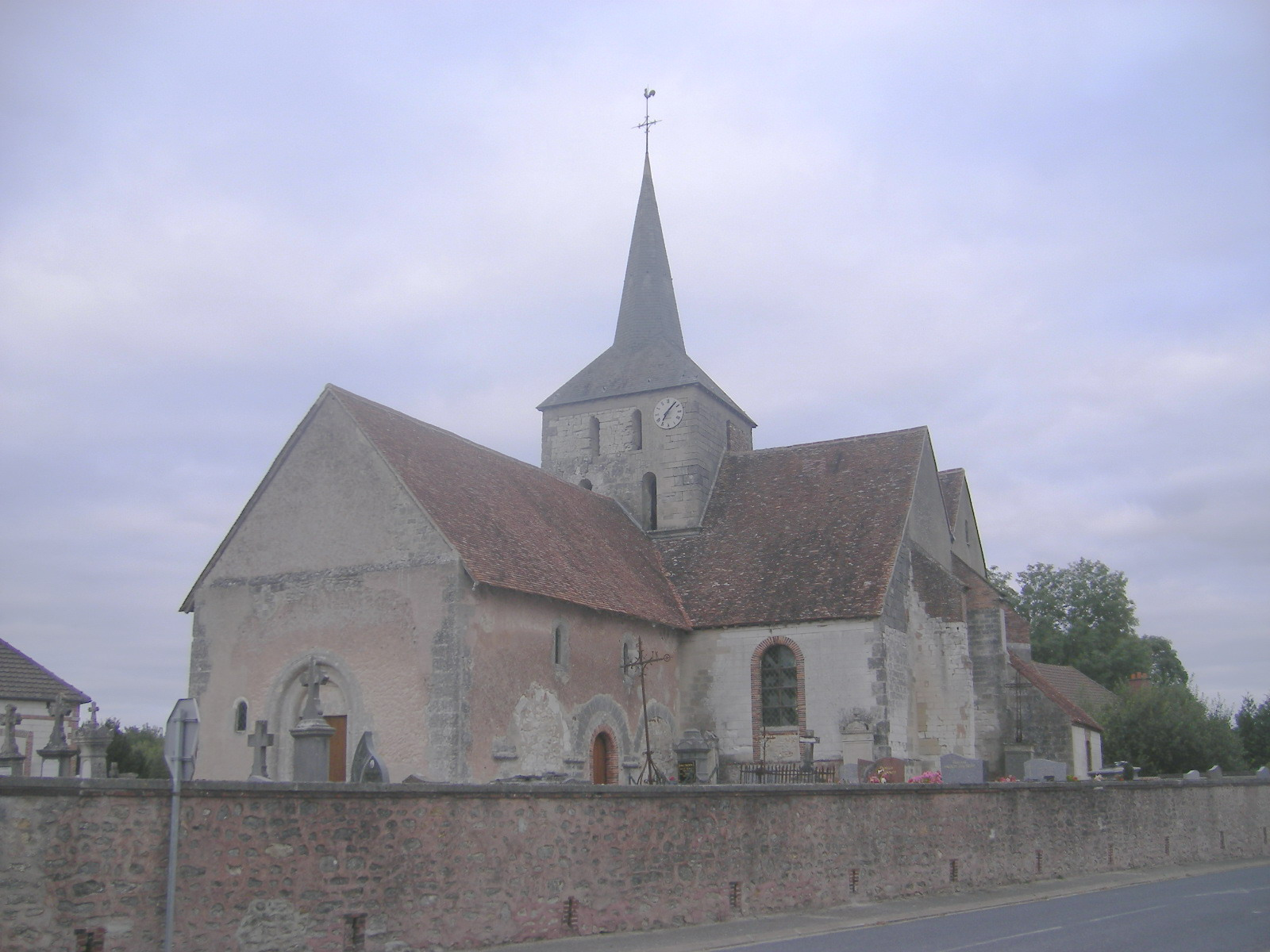
Kirche Saint-Maurice